# Spichernstrasse (Berlins tunnelbana)
Spichernstraße är en tunnelbanestation som ingår i Berlins tunnelbanenät i Tyskland och som ligger under Bundesallee i västra Berlin. Stationen trafikeras av linjerna U3 och U9 och invigdes 1959. 

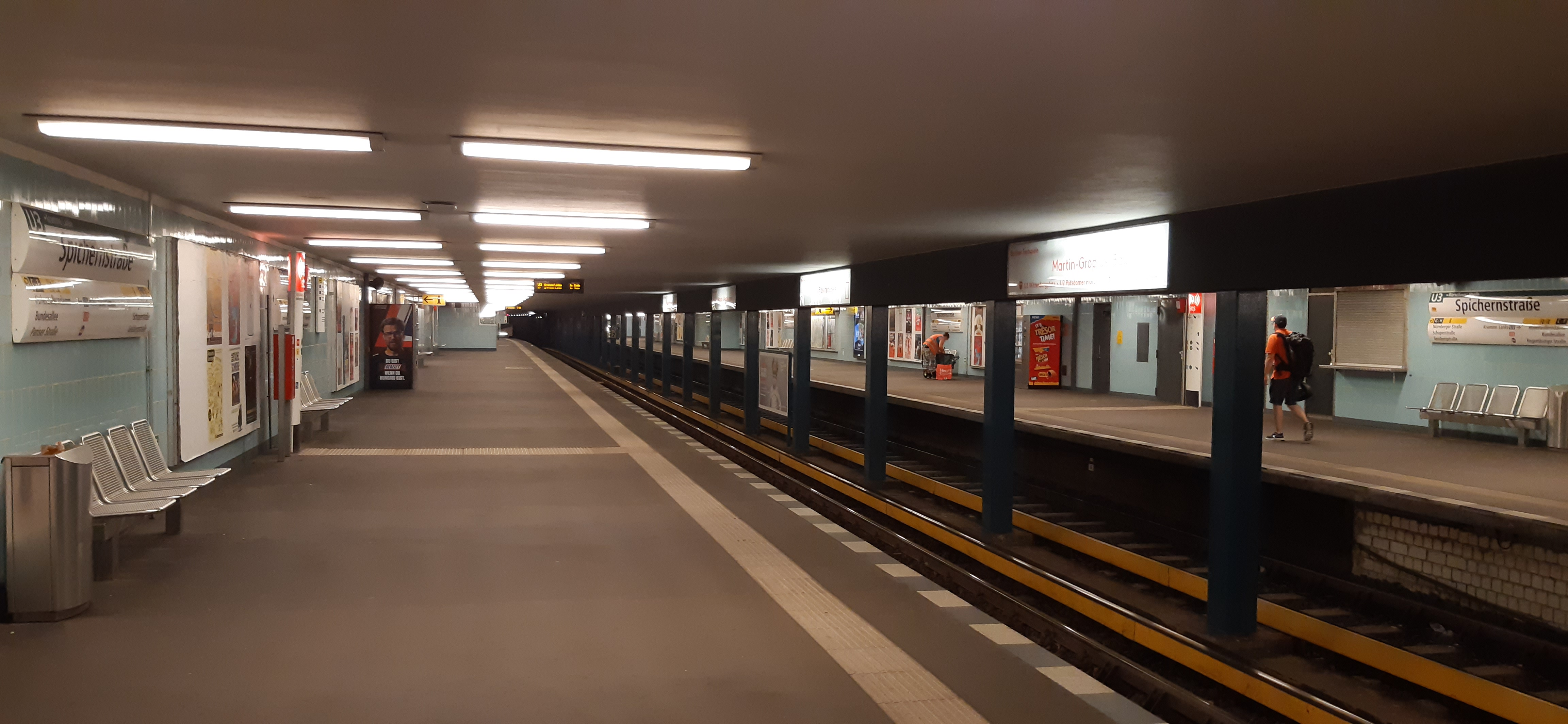
Linje U3
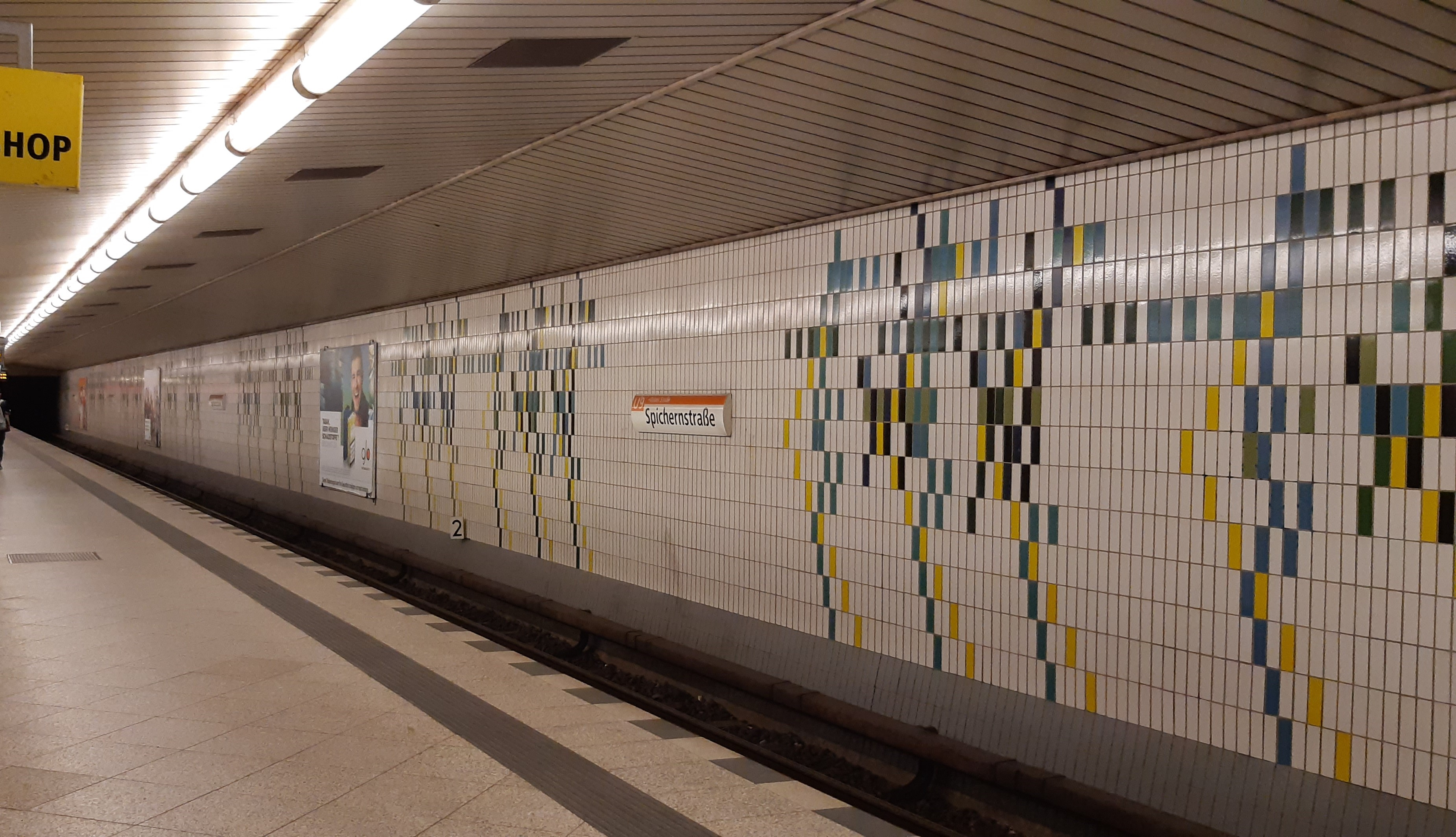
Linje U9
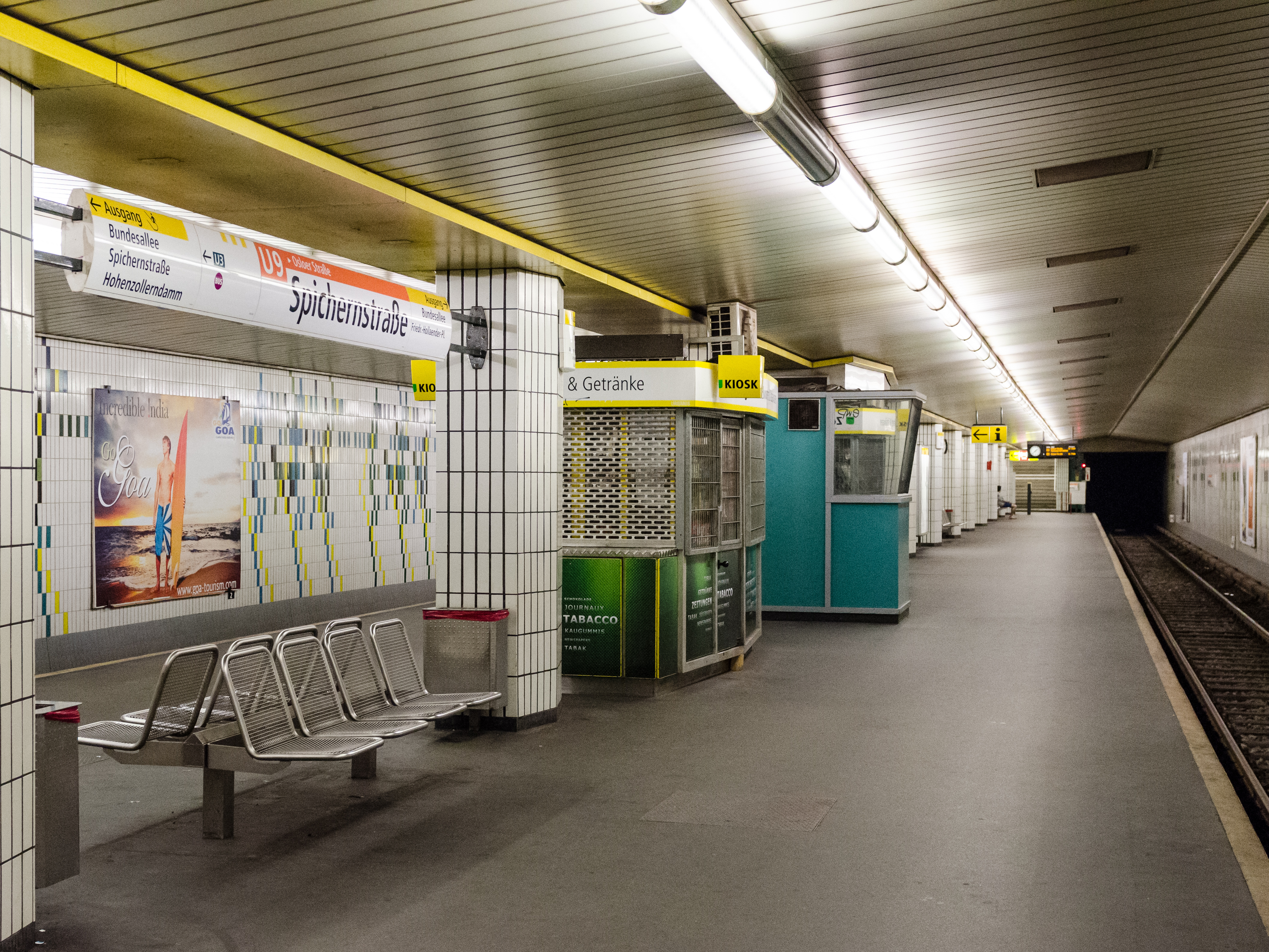
Linje U9
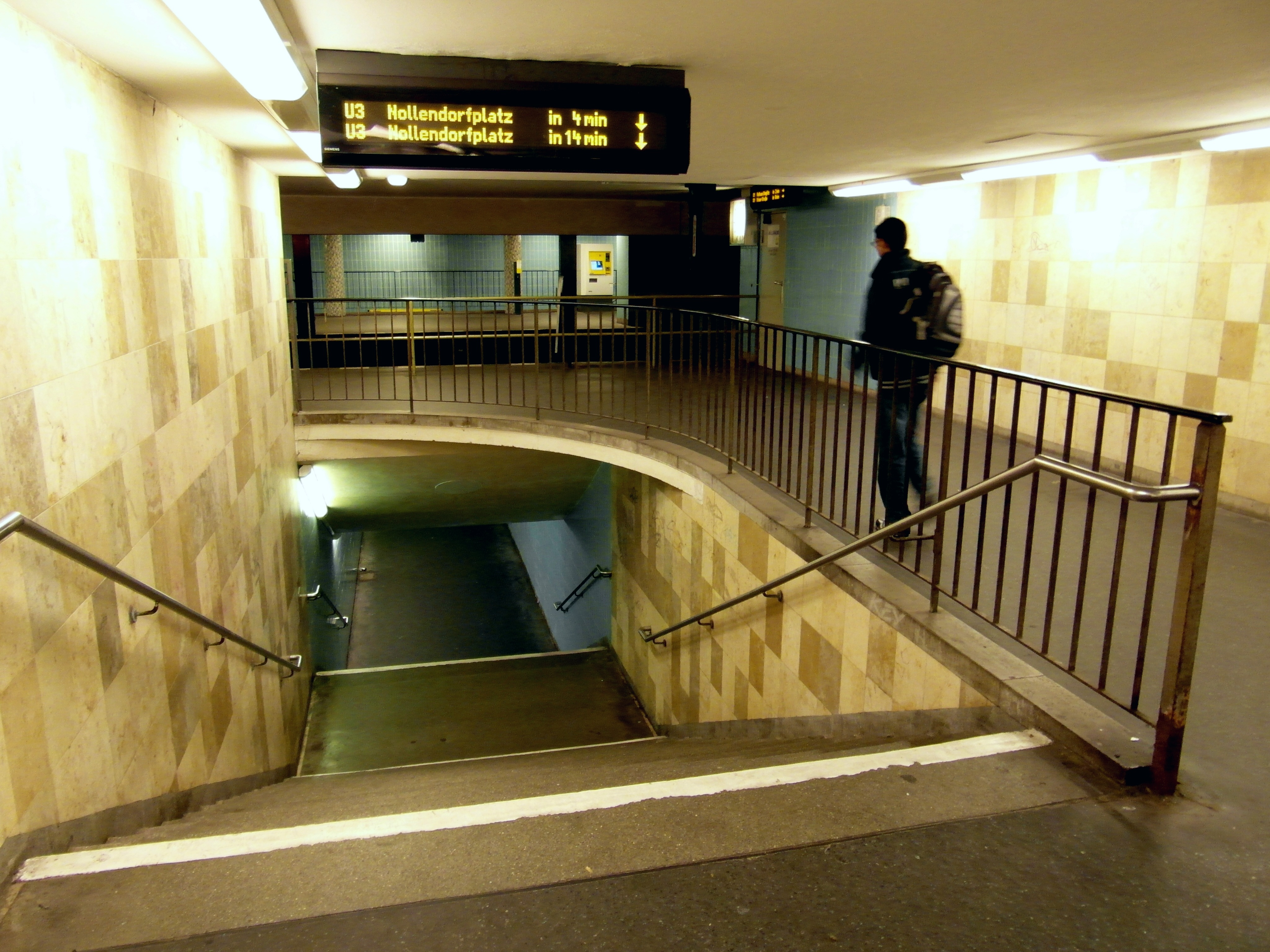